# Przygoda Noddy’ego na wyspie
Przygoda Noddy’ego na wyspie (ang. Noddy And The Island Adventure) – krótkometrażowy film animowany produkcji brytyjsko-amerykańskiej z 2005 roku.

## Fabuła
Noddy wraz ze swoimi przyjaciółmi wybierają się na plażę. Tymczasem gobliny: Chytrus i Gobbo, źli na Noddiego, że nie zaprosił ich na plażę, postanawiają sami tam pojechać i docierają na plażę przed Noddym. Gdy Noddy dociera na plażę, Chytrus i Gobbo kradną im całe jedzenie. Noddy, zmartwiony tym, że gobliny ukradły całe jedzenie, postanawia popłynąć swoją motorówką na wyspę, na której rosną jagody. Gdy Noddy ze swoimi przyjaciółmi tam dopływa, gobliny kradną również kierownicę motorówki. Kiedy Noddy to zauważa, postanawia zbudować tratwę. Kiedy przyjaciele i Noddy kończą budowę tratwy, Noddy znajduje schowanych Chytrusa i Gobbo, którzy zajadają się jedzeniem skradzionym wcześniej Noddiemu. Noddy zabiera ich tratwą na plażę, gdzie zatrzymuje ich policjant Pan Plod.

## Obsada (głosy)
- Alberto Ghisi jako Noddy
- Pavel Douglas jako Wielkouchy

## Wersja polska
Wersja polska: TVP Agencja Filmowa

Reżyseria: Dorota Kawęcka

Dialogi: Ewa Plugar

Tłumaczenie: Veronica Di Folco-Zembaczyńska

Dźwięk i montaż: Jakub Milencki

Kierownictwo produkcji: Monika Wojtysiak

Kierownictwo muzyczne: Piotr Gogol

Tekst piosenki: Wiesława Sujkowska

Wystąpili: 
- Lucyna Malec − Noddy
- Krystyna Kozanecka
- Grzegorz Drojewski
- Agnieszka Kunikowska
- Włodzimierz Press
- Paweł Szczesny
- Artur Kaczmarski
- Krzysztof Zakrzewski
- Anna Apostolakis
- Jarosław Domin
- Jerzy Molga

i inni
Piosenki śpiewali: Magdalena Krylik, Katarzyna Łaska, Anna Sochacka, Michał Rudaś i Piotr Gogol

Lektor:  Maciej Gudowski